# Giurgiu megye
Giurgiu megye (magyarul: Gyurgyevó megye) közigazgatási egység Romániában, a Havasalföld régióban, Munténia területén. 3526 km2-es területével Románia második legkisebb megyéje, mely az ország teljes területének mintegy 1,47%-át adja. Emellett közel 262 ezer fős lakosságával Románia 38. legnépesebb közigazgatási egysége, ezzel az ország népességének 1,37%-ával rendelkezik, népsűrűsége nem haladja meg az országos átlagot.
Északról Dâmbovița megye és Ilfov megye, keletről Călărași megye, délről Bulgária, nyugatról pedig Teleorman megye határolja. Székhelye a fontos dunai kikötőváros Gyurgyevó, amely a Barátság híd révén közvetlen kapcsolatban áll a bolgár Rusze városával. Történelmileg jelentős kereskedelmi központ volt, és ma is fontos szerepet játszik a régió gazdasági és közlekedési hálózatában. Emellett a megye jelentős városai közé tartozik Bolintin-Vale mely a megye második legnagyobb városa, illetve Mihăilești ami 1989 óta városi ranggal rendelkező település, mely a közeli Argeș folyónál található víztározó révén energetikai jelentőséggel bír.
Románia déli részén található, a Duna jobb partján, közvetlenül Bulgária határán. A megye területét főként síkvidékek és alföldek jellemzik, amelyek a folyó mentén terülnek el. A Duna itt szélesebb folyómedret alkot, és számos kisebb mellékfolyó, például az Argeș is keresztezi a megyét. Az éghajlat mérsékelt kontinentális, hosszú, hideg telekkel és forró, száraz nyarakkal. A megye fontos vízi közlekedési és kereskedelmi útvonalnak számít, hiszen a Duna mentén fekvő városok, például Gyurgyevó és a közeli Bolintin-Vale jelentős gazdasági központok. A térség gazdag mezőgazdasági területekkel rendelkezik, elsősorban búza-, kukorica- és napraforgótermesztéssel.

Giurgiu megye elhelyezkedése Romániában

Történelme szorosan kapcsolódik a Duna menti kereskedelemhez és a régió stratégiai fontosságához. A terület már az ókori római időkben is jelentős volt, mivel a rómaiak erődöket építettek itt, hogy biztosítsák a Duna átkelőit. A középkor folyamán Gyurgyevó városa fontos kereskedelmi központtá vált, és a Duna átkelési pontjaként a Bizánci Birodalom, majd a Habsburgok is irányították a térséget. A 19. század végén és a 20. század elején a terület gazdasági fejlődése összefonódott a vasúti és vízi közlekedés fejlődésével. A 20. században, különösen a kommunista időszak alatt, Gyurgyevó és környéke iparosodott, míg a rendszerváltás után a térség gazdasága újra mezőgazdasági jellegűvé vált. A terület a román-bolgár kapcsolatok szempontjából is kulcsfontosságú, hiszen közvetlenül a bolgár határ mellett fekszik.

## Nevének eredete
Giurgiu megye nevét székhelyéről kapta. A város neve a római "Jurgiu" névből származik, amely a görög "Georgios" névből ered, jelentése "földműves" vagy "gazdálkodó".

## Földrajz
A megye Románia déli részén, a Román-alföldön helyezkedik el, a Duna alsó szakasza mentén. Szomszédos megyék: keleten Călărași megye, nyugaton Teleorman megye, északnyugaton Ilfov megye és Argeș megye, északon Dâmbovița megye.   Délen 72 kilométeres hosszúságban a Duna határolja, amely egyben a bolgár országhatár is. Területe 3526 négyzetkilométer. A Duna mellett legfontosabb folyója az Argeș, amelynek hossza a megye területén 113 kilométer, mellékfolyói a megyében a Neajlov és a Sabar. A megye legmagasabb pontja (142 méter) északnyugaton, Vânătorii Mici községben található.
Az éghajlat mérsékelt kontinentális. Az éves átlaghőmérséklet 11,1-11,3 C. A legmagasabb hőmérsékletet (42,8 C) Giurgiuban mérték 1896. augusztus 7-én, a legalacsonyabbat (-30,2 C) pedig ugyanott 1954. február 6-án és Ghimpati-ban 1942. január 24-én. 

## Népesség
Az 1930 és 2011 közötti népszámlálások során az alábbi lakosságszámokat jegyezték fel:
| Lakosok száma | 269 577 | 313 793 | 325 045 | 320 120 | 327 494 | 313 352 | 297 859 | 281 422 | 262 066 |
|               | 1930    | 1948    | 1956    | 1966    | 1977    | 1992    | 2002    | 2011    | 2021    |

2002-ben 297 859 lakosa volt, a népsűrűség 84 fő/km². A lakosság többsége román (96%), a legnagyobb kisebbség a cigány (3,5%). 76 magyar is lakott itt.
A 2011-es népszámláláskor 281 422 lakosának 88,3%-a román, 5,4%-a roma volt. 59 fő magyarnak, 52 fő töröknek vallotta magát.

## Gazdaság
A megyének két nagy ipari zónája van, egy Giurgiu, egy pedig Bolintin Deal közelében. A legfontosabb ágazat a mezőgazdaság, amely a lakosság mintegy 50%-ának ad munkát. Jellemző iparágak: élelmiszeripar, kőolaj- és földgáz kitermelése, textil- és ruhaipar. Giurgiu város az ország egyik legfontosabb dunai kikötője.

## Turizmus

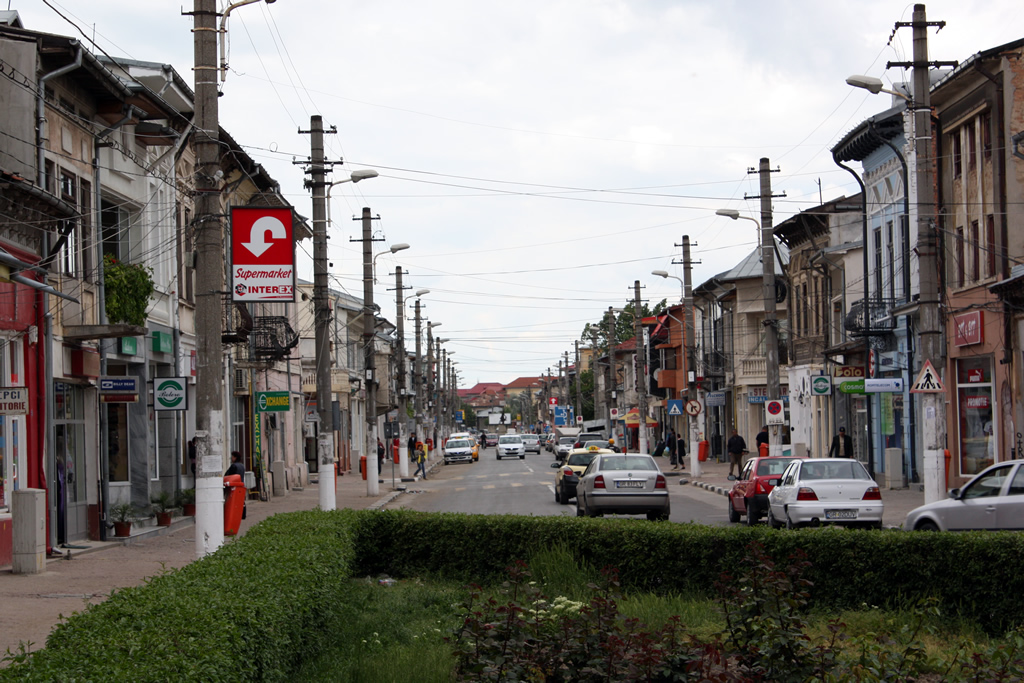
Gyurgyevó, a megyeszékhely
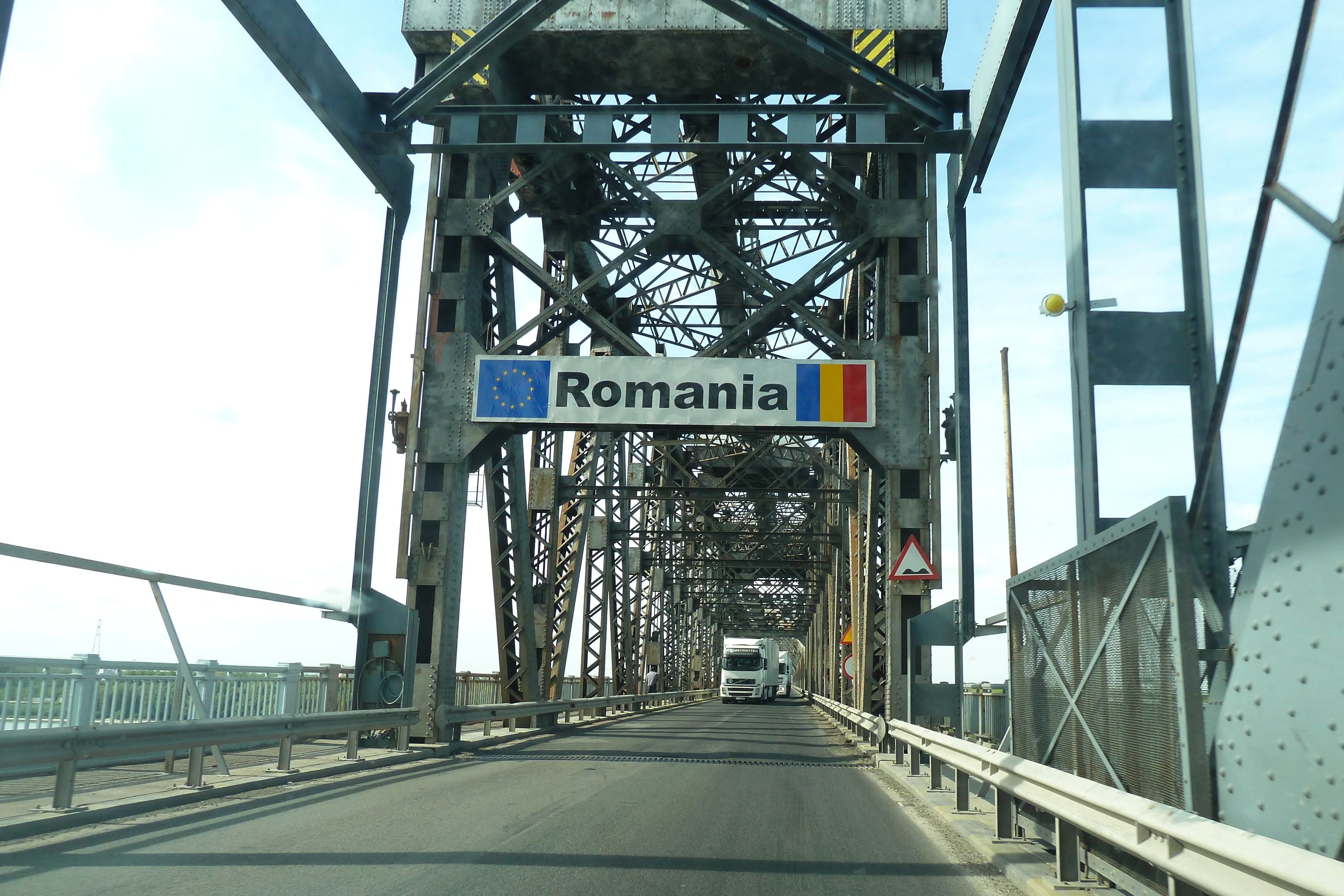
A Barátság híd
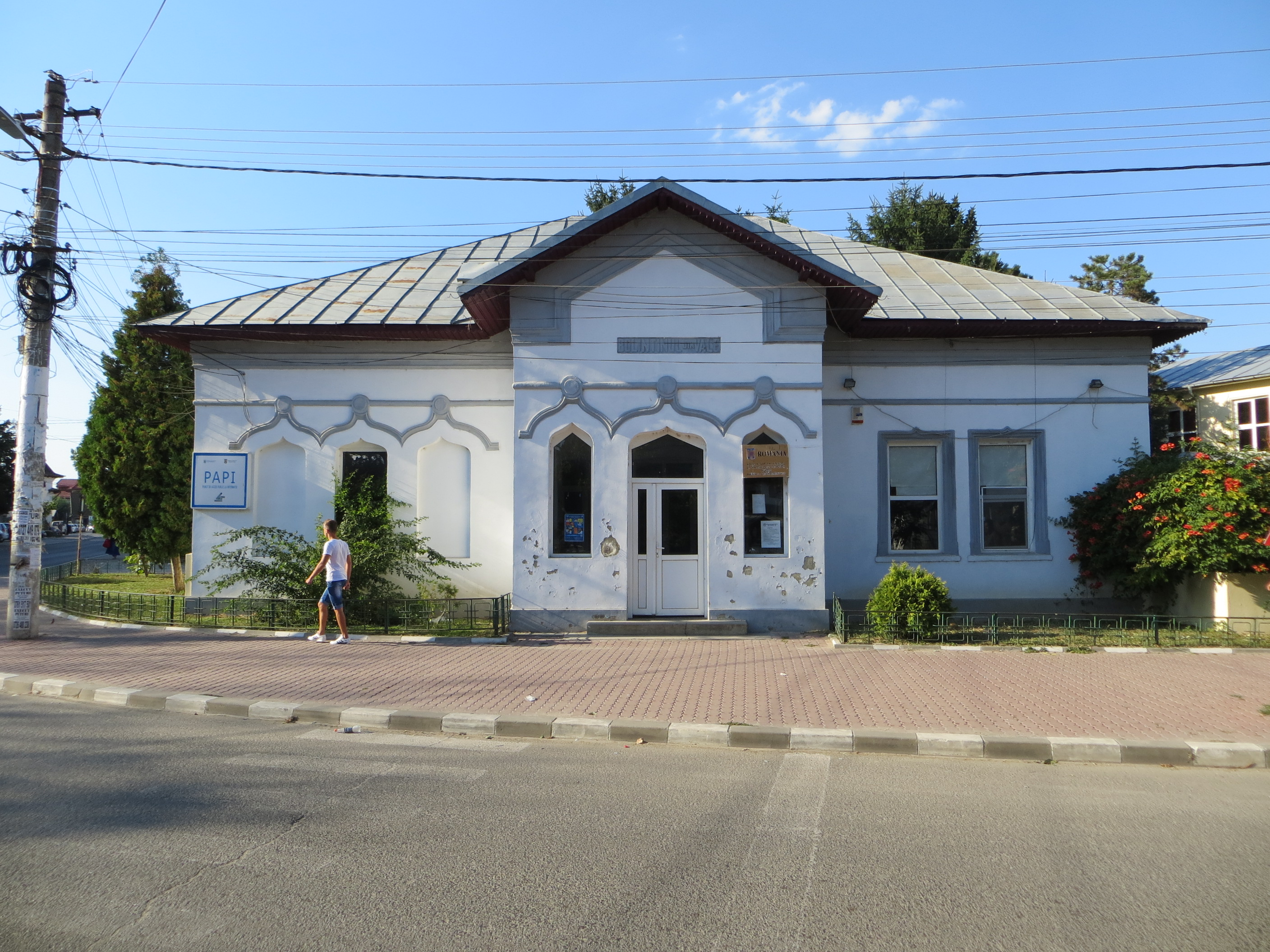
Bolintin-Vale városa
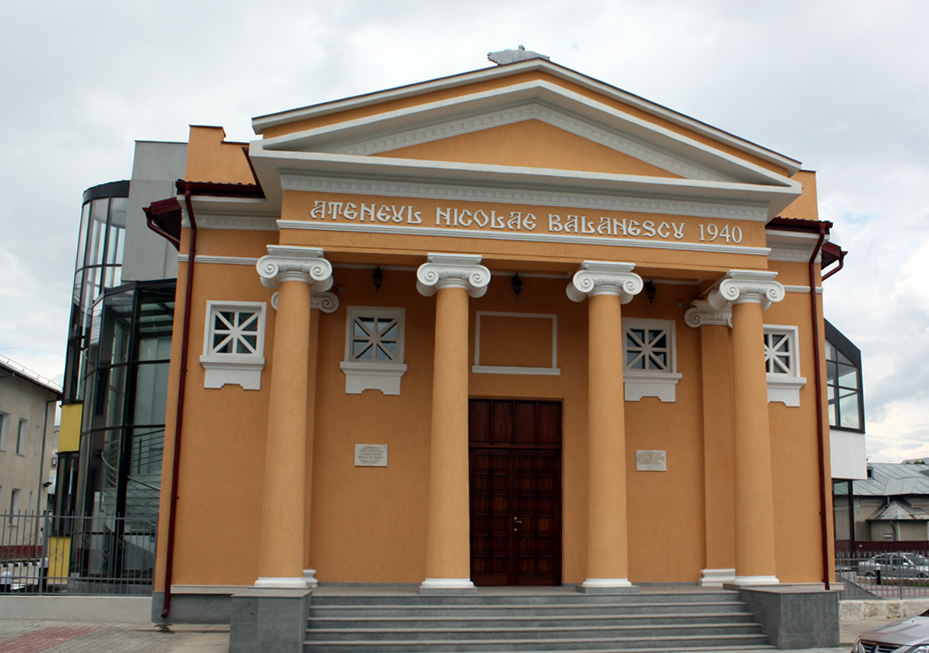
Az Athéneum épülete Gyurgyevóban

## Települések
Giurgiu megyében 1 municípium, 2 város, 51 község és 169 falu van.
MunicípiumGiurgiu
VárosokBolintin-Vale, Mihăilești
KözségekAdunații-Copăceni, Băneasa, Bolintin-Deal, Bucșani, Bulbucata, Buturugeni, Călugăreni, Clejani, Colibași, Comana, Cosoba, Crevedia Mare, Crevedia Mare, Daia, Florești-Stoenești, Frătești, Găiseni, Găujani, Ghimpați, Gogoșari, Gostinari, Gostinu, Grădinari, Greaca, Herăști, Hotarele, Iepurești, Izvoarele, Joița, Letca Nouă, Malu, Mârșa, Mihai Bravu, Ogrezeni, Oinacu, Prundu, Putineiu, Răsuceni, Roata de Jos, Săbăreni, Schitu, Singureni, Slobozia, Stănești, Stoenești, Toporu, Ulmi, Valea Dragului, Vânătorii Mici, Vărăști, Vedea